# 막스 폰 라우에
막스 테오도어 펠릭스 폰 라우에(독일어: Max Theodor Felix von Laue, 1879년 10월 9일 독일 제국 파펜도르프~1960년 4월 24일 독일 베를린)는 독일의 이론물리학자이다.

## 생애
스트라스부르·괴팅겐·베를린 등 여러 대학을 졸업하고, 뮌헨·취리히·프랑크푸르트 등 여러 대학의 교수를 역임하였다. 1912년 결정체에 의한 X선 회절을 이론적으로 다루어, X선의 이용 및 결정체 연구에 새로운 장을 개척하여, 1914년 노벨 물리학상을 받았다.
그는 나치의 반대자였다. 그는 광학, 결정학, 양자 이론, 초전도 이론, 상대론등에 기여했으며, 40년 동안 독일 과학 발전의 입안자로도 활동했다. 그는 2차 세계대전 이후 독일 물리학계 부활에 앞장섰다.

## 같이 보기
- 라우에 방정식